# یونیون پلیس
یونیون پلیس (به لاتین: Union Place) یک منطقهٔ مسکونی در سری‌لانکا است که در ناحیه کلمبو واقع شده‌است.